# Björnhonan Noppi
Björnhonan "Noppi" är genom tiderna den mest produktiva björnhonan i Sverige (inom det skandinaviska björnforskningsprojektet) som efter nio kullar fött 24 björnungar.
Noppi pejlades sista gången 6 maj 2003 och befanns död efteråt. Hon blev ca 22 år. Dödsorsaken är inte klarlagd och det mesta av kvarlevorna var uppätna av andra björnar. Konkurrensen är hård i reviren, och orsaken kan vara att den blivit slagen av en annan björn. Runt platsen återfanns spillning som DNA-undersökts, och det spekulerades att hennes fjolåringar ätit henne.